# 香水じゅん
香水 じゅん（かすい じゅん、2001年3月30日 - ）は、日本のAV女優。DINO所属。

## 略歴
2021年7月7日、「新人NO.1STYLE 香水じゅんAVデビュー」でS1 NO.1 STYLE（エスワン）専属女優としてデビュー。デビューのきっかけは「Instagramで可愛い人がいると思ったら、それがセクシー女優だったこと」。
2022年7月28日、東京・青山RizMで開催された「LADY MADONNA vol.15」で歌手としてステージデビュー。緊張をほぐすため楽屋でストロングゼロ缶を2本飲み、バラードを歌った。

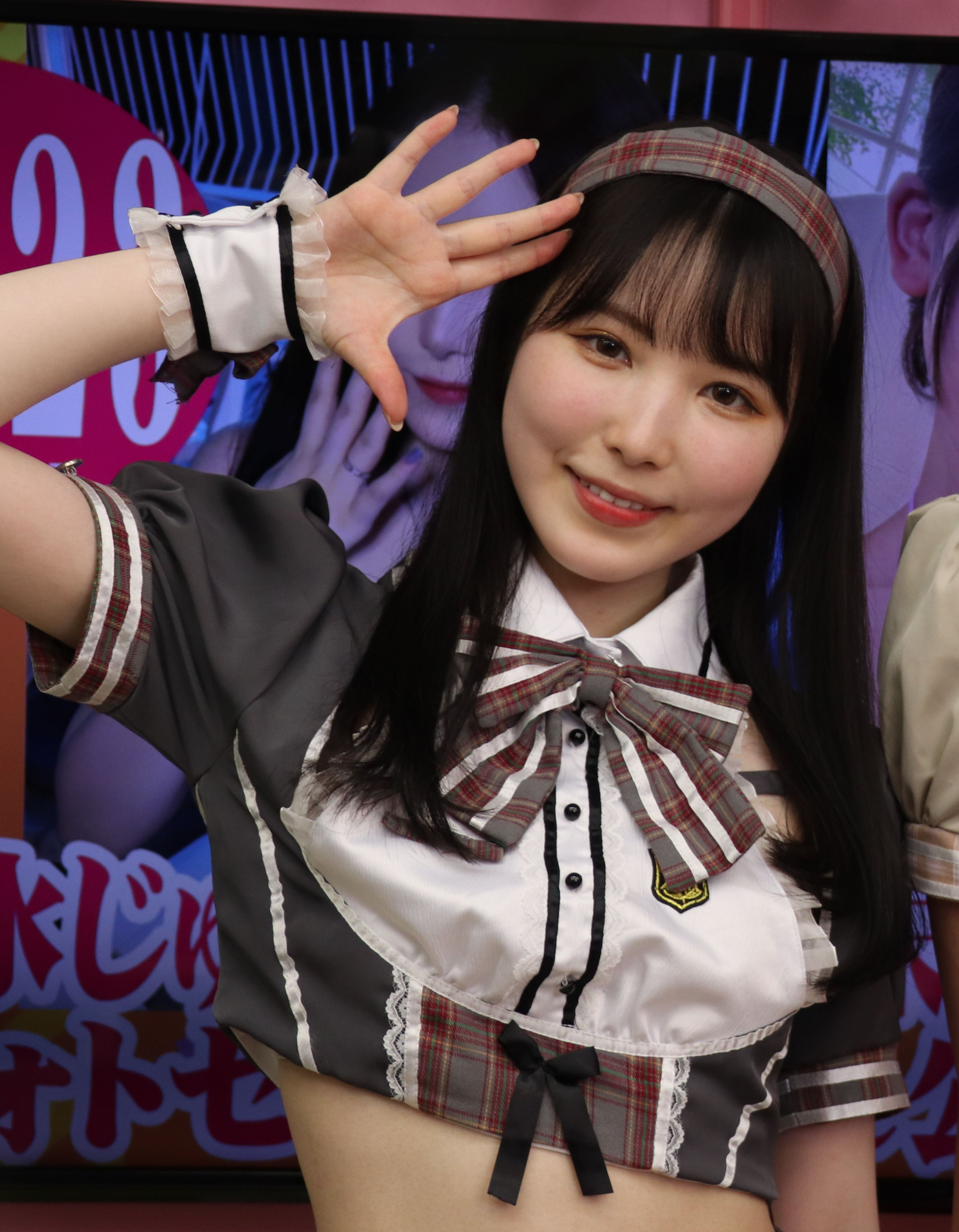
2022年撮影

2023年12月30日、Xにて、度重なる体調不良を理由に2024年1月発売作品をもってAV女優業の無期限休業を発表。以降はスローペースながら他の活動を継続予定とした。
2024年5月、YouTubeチャンネルを開始。
2024年9月24日、自身のXにて本中への専属移籍を発表した。
同年10月14日週FANZA通販フロアランキングにおいて、『花火大会の夜、狂わせた突然の大雨 幼馴染のクラスメイトと駆け込んだラブホ相部屋雨宿り中出し 香水じゅん』が初登場8位にランクイン。
2025年2月21日～3月2日まで、東京・渋谷 アトリエY原宿にて、香水じゅん写真展「シーチェンジ」（撮影：福島裕二）を開催。また、6月19日には東京・三軒茶屋グレープフルーツムーンで初のワンマンライブを開催した。
2025年7月7日週FANZA動画フロアランキングにて出演した『同窓会で帰省した幼馴染10人が僕とお見合い大作戦! ～女だらけの田舎村で僕1人を奪い合う超ハーレム中出し大乱交～』（本中）が初登場10位ランクイン。
2025年7月18日～20日まで、芸能事務所DINOの所属女優4名（香水、夏目響、山下紗和、野宮あん）がモデルを務めた写真展『DINO presents 写真展『QU4RTET』』を東京・Gallery Conceal Shibuyaで開催。展示写真はモデル毎に撮影した写真家が異なり、香水の撮影はナカヤマトモアキが手掛けた。また香水は19日に会場に在廊した。

## 人物
- 新潟県出身[12]。
- 趣味・特技は料理、絵を描くこと、映画鑑賞、アニメ[12]。得意料理はとんぺい焼。その他に鳥大根などの煮物、浅漬けもよく作る料理として挙げている[13]。
- 好物は海老、とんぺい焼、麻辣湯（マーラータン）、固めのプリンやババロア。また田舎出身であるため、猪やヌートリア、アナグマなどのジビエ料理も抵抗なく食べられる[13]。
- 飲みながらツイキャス配信した際には、配信中に寝落ち。その際も、本人不在で盛り上がったことから、ファンネームは「概念」としている[14][リンク切れ]。
- 初体験は17歳の時。相手は5歳上の彼氏[15]。
- インタビューでは18歳で陰毛が生え始めたと答えており、体毛は全体的に薄い[16]。
- 特徴的な芸名の由来はデビュー時期に『香水』（瑛人）が流行していたことにちなむ[16]。

## 作品
◎はBD版発売作品。

### アダルトDVD / BD
- 新人NO.1STYLE 香水じゅんAVデビュー（7月7日、S1 NO.1 STYLE）◎
- ‘色白ド直球美少女’香水じゅんの快感! ぜ～んぶ初・体・験めちゃイキ3本番（8月7日、S1 NO.1 STYLE）◎
- 交わる体液、濃密セックス 完全ノーカットスペシャル 香水じゅん（9月28日、S1 NO.1 STYLE）
- 激イキ121回! 痙攣4600回! イキ潮3000cc! ド直球美少女エロス覚醒 はじめての大・痙・攣スペシャル 香水じゅん（10月26日、S1 NO.1 STYLE）◎
- 普段は物静かな教え子が俺の前だけでは確信犯的にパンチラ誘惑してくる 香水じゅん（12月28日、S1 NO.1 STYLE）

- 妹のフェラチオ猛特訓に付き合わされた僕 香水じゅん（4月26日、S1 NO.1 STYLE）
- しくじり新入社員と絶倫上司が出張先の相部屋ホテルで… 朝から晩までひたすら浮気セックスに明け暮れてしまった一夜 香水じゅん（5月24日、S1 NO.1 STYLE）
- 一緒に住んで、一緒に耐えて、性欲も恋心も我慢の限界…1ヶ月間の‘禁欲＆同棲’生活の果て互いの体液絡み合う性交 香水じゅん（6月28日、S1 NO.1 STYLE）
- 初めて出来た彼女との初夜… ピュアな見た目から想像できない物凄いエロテク大興奮の僕は性欲尽きるまでハメまくった 香水じゅん（7月26日、S1 NO.1 STYLE）
- 10発射精しても、朝を迎えても、香水じゅんにひたすら犯●れたい…（8月23日、S1 NO.1 STYLE）
- 嫌がれば嫌がるほどに即イキ痙攣ビクビクオーガズム整体院 香水じゅん（9月27日、S1 NO.1 STYLE）
- 純白スリムボディでは耐え切れない華奢なカラダがイキ崩れるまで耐久FUCK 香水じゅん（10月25日、S1 NO.1 STYLE）
- ボクを馬鹿にしたやつはユルサナイ…告白を断られた僕は今日、あのオンナ教師を媚薬復讐レ●プで恥肉輪姦 香水じゅん（12月27日、S1 NO.1 STYLE）◎

- 香水じゅん 初ベスト S1デビュー1周年 最新12タイトル12時間スペシャル（1月10日、S1 NO.1 STYLE）※単体ベスト ◎
- ねぇ、おじさんの夢って、これでしょう? ヨダレまみれ汗まみれでキスして中年を痴女る清純美少女 香水じゅん（2月28日、S1 NO.1 STYLE）◎
- FANZAランキング24時間1位 週間1位 月間1位の伝説痴女コミックを作者「種乃なかみ」先生監修のもと実写化! 文学女子に食べられる 香水じゅん（3月28日、S1 NO.1 STYLE）
- 大嫌いな義父の汚いイチモツを上下の穴にぶち込まれた不幸な連れ子「でも… おぞましいアレがなぜかまた欲しいの…」 香水じゅん（4月25日、S1 NO.1 STYLE）
- 人気ピンサロ嬢に惚れられて…【アナル・金玉・竿・乳首】いつでもどこでも全身ふやける唾液まみれフェラ生活 香水じゅん（5月23日、S1 NO.1 STYLE）
- エスワンキャンペーン2023 スペシャルDVD（6月1日、S1 NO.1 STYLE）※「S1 NO.1 STYLE」専属女優30名の撮り下ろし映像を収録。
- 爆速ピストンとスローピストンを交互に繰り返し射精を焦らしまくって究極快楽へ誘う超変速グラインド騎乗位メンエス 香水じゅん（6月27日、S1 NO.1 STYLE）
- 清楚な見た目で性欲モンスター 担任教師にベタ惚れした淫乱少女は… 何度も無理やり犯●猟奇的なチ●ポ好き 香水じゅん（7月25日、S1 NO.1 STYLE）
- 漏らしちゃうほどイカされ続けた万引き少女 失・禁・制・裁 香水じゅん（8月22日、S1 NO.1 STYLE）
- 華奢なカラダとギャップある容量オーバーなデカチンねじ挿れ極小おマ●コこじ開けて水分掻き出す大量潮吹き必然FUCK 香水じゅん（9月26日、S1 NO.1 STYLE）[17]
- 弱そうな女学生を痴漢したらまさかのド変態で逆に痴女られる 香水じゅん（10月24日、S1 NO.1 STYLE）
- 推しのアイドルがオフパコ目的の乱交ビッチだった（泣 & 嬉） 香水じゅん（11月28日、S1 NO.1 STYLE）
- 「ウブでちょっと押せばヤレそう!」 新卒女子社員の教育係になった俺は立場を利用してハメ続けた。 香水じゅん（12月26日、S1 NO.1 STYLE）

- 「どうかな? 精子ぴゅっぴゅ出そう?」 オナホ開発部、美人上司の研究用サンプルち●ぽとなって射精管理される童貞のボク。 香水じゅん（1月23日、S1 NO.1 STYLE）
- S級美少女香水じゅんが電撃移籍中出し解禁!! 子宮をグイグイ突きまくり「もうイッてるってばぁ!」状態で追撃突き上げ子宮アッパーカット!!（10月22日、本中）◎
- 花火大会の夜、狂わせた突然の大雨 幼馴染のクラスメイトと駆け込んだラブホ相部屋雨宿り中出し 香水じゅん（11月26日、本中）

- マジ?? 世界初AI生成AV 写真の中の女の子が動き出す!! AIで性格までスケベに書き換えて好き勝手にハメ倒し何度も中出し!! 香水じゅん 松本いちか（1月29日、本中）[18]
- 秘密の中出し学園祭 エッチな願いが叶う魔法のステッキでクラスでぼっちの僕が可愛い美少女10人のマ●コ・ア●ル丸見せ大乱交スペシャル!!（2月18日、本中）◎
- あの日、大学の運動サークルが精液ドロドロ愛液ぐちゃぐちゃ泥酔い中出し輪姦合宿に変わった。 香水じゅん（2月25日、本中）
- 睡姦幼い頃から見守ってきた姪のカラダ。汚れを知らない純朴少女を薬で眠らせ叔父ち●こを何度もぶっ挿し種付けプレスで中出しおま●こ開発 香水じゅん（3月25日、本中）
- 「キミのチ〇ポがバカになるまでご奉仕してあげる」 幼なじみがメイドカフェ通いを知って激怒。嫉妬PtoMでイってもイってもジェラシー杭打ち中出しされ続けたボク… 香水じゅん（5月20日、本中）
- 電車通学中、こっそり痴漢中出しさせてくれるクラスメイトの香水さん 香水じゅん（6月17日、本中）
- 素人童貞ファン限定!! 最高のナマ中出し筆おろしデート ワガママぜぇ～んぶ叶えちゃうゾspecial 香水じゅん（7月15日、本中）
- 声出したら中出し! 美少女孕ませきもだめし林間学校 3 東條なつ 倉本すみれ 虹村ゆみ 香水じゅん 沙月恵奈 柏木こなつ 春陽モカ 美園和花 弥生みづき 松本いちか 大槻ひびき（7月15日、本中）
- 先生、卒業したら挿れてくれますか? 可愛い教え子と2年間フェラフレ関係で焦らし合い卒業式後、そのままラブホに直行したら欲望が爆発して制服中出ししまくった。 香水じゅん（8月19日、本中）

### VR作品
- 香水じゅんを紹介します。料理上手でマッサージと耳かきで癒してくれるド直球美少女とのプライベートを満喫するドッキドキのハメまくり究極同棲VR（11月2日、S1 NO.1 STYLE）

- 超至近距離で美顔を120％堪能できるキス・リップ・フェラたっぷり! 香水じゅんの顔面特化VR（6月20日、S1 NO.1 STYLE）
- 可愛い、優しい、エロい。いつでもどこでも即尺してくれるご奉仕ランジェリーメイドVR 香水じゅん（8月7日、S1 NO.1 STYLE）
- 天井特化 × ナース 患者想いすぎて健気に乳首責め & 全力ご奉仕パンパン騎乗位 香水じゅん（10月16日、S1 NO.1 STYLE）

- 彼女の妹の‘白桃尻’丸出しあざと誘惑にガマンできず 真夏の汗だく暴走バック & 騎乗位ピストンVR 香水じゅん（8月13日、S1 NO.1 STYLE）

- 幽霊ちゃんと中出し 地縛霊ちゃんにHしよっとつきまとわれる事故物件で子作り同棲性活 香水じゅん（2月22日、本中）
- 同窓会で帰省した幼馴染10人が僕とお見合い大作戦! ～女だらけの田舎村で僕1人を奪い合う超ハーレム中出し大乱交～ 東條なつ 倉本すみれ 虹村ゆみ 香水じゅん 松本いちか 弥生みづき 美園和花 春陽モカ 柏木こなつ 沙月恵奈（7月13日、本中）

### イメージDVD / BD
2023年
- nudie 香水じゅん（3月29日、スパイスビジュアル）
- Jun Growing Concepts 香水じゅん（6月15日、REbecca）◎
- Jun2 Parallel lover 香水じゅん（10月19日、REbecca）◎

### 写真集
- らぶぱら 香水じゅん（2023年9月15日、竹書房、撮影：田畑竜三郎）ISBN 978-4-8019-3700-0 [19]

### デジタル写真集
- AV最高峰 S級GIRLS GROUP エスワンキャンペーン No.1 Photo Book アイドル版（5月27日、FANZA BEAUTY COLLECTION、撮影：小林弘輔）※「S1 NO.1 STYLE」専属女優27名の写真を収録。FANZA限定配信。
- AV最高峰 S級GIRLS GROUP エスワンキャンペーン No.1 Photo Book S級版（6月10日、FANZA BEAUTY COLLECTION、撮影：小林弘輔）※「S1 NO.1 STYLE」専属女優27名の写真を収録。FANZA限定配信。

- 香水じゅんデジタル写真集『しずく』（4月28日、ジーオーティー、撮影：浜田一喜）
- S1キャンペーン2023 No.1 Photo Book アイドル版（5月12日、FANZA BEAUTY COLLECTION、撮影：小林弘輔）※「S1 NO.1 STYLE」専属女優30名の撮り下ろし写真を収録。FANZA限定配信。
- S1キャンペーン2023 No.1 Photo Book S級版（6月1日、FANZA BEAUTY COLLECTION、撮影：小林弘輔）※「S1 NO.1 STYLE」専属女優30名の撮り下ろし写真を収録。FANZA限定配信。
- FLASHデジタル写真集R 香水じゅん かわちい旅。（12月19日、光文社、撮影：吉場正和）

- 香水じゅん 滴る香り 120ページ超豪華版 FRIDAYデジタル写真集（7月3日、講談社、撮影：吉場正和）

## 製品

### カレンダー
- 香水じゅん 2024年カレンダー（2023年11月18日、Saint）

### アダルトグッズ
オナホール
- JAPANESE REAL HOLE 激 香水じゅん（2023年11月24日、HATOPLA）

## 出演

### テレビ
- 香水じゅん×明日見未来の公開トークショー（2022年11月16日[20]、エンタ!959）
- 香水じゅんのバレンタインクッキング（2023年3月16日、エンタ!959）[21]
- 月ともぐら（2023年5月19日 - 6月9日、テレビ東京）

### ウェブラジオ
- 香水じゅんのNightPerfume（2023年7月13日 - 9月19日、11月24日、2024年3月12日 - 11月17日、ラジオクロニクル）

### 舞台
- 兎狩りC200の闘劇視察 Bunny Fight(ウサギ狩り) （2023年10月25日 - 29日、池袋・シアターKASSAI） - モル 役[22]

### ライブイベント
- LADY MADONNA vol.15（2022年7月28日、東京・青山RizM）[3]
- 月で逢いましょう vol.122（2025年6月19日、東京・三軒茶屋グレープフルーツムーン）※初のワンマンライブ[9]

### イベント
- 香水じゅん写真展「シーチェンジ」（2025年2月21日～3月2日、東京・渋谷 アトリエY原宿）[8]
- DINO presents写真展『QU4RTET』（2025年7月18日～20日、東京・Gallery Conceal Shibuya）※芸能事務所「DINO」所属女優4名がモデルを務めた写真展[11]。